# Swedbank (Litauen)
AB Swedbank – oder besser abgegrenzt zum schwedischen Mutterkonzern Swedbank Lietuvoje – ist ein schwedisch-litauisches Kreditinstitut, eine der größten Banken in Litauen, früher AB Hansabankas.

## Geschichte
1996 gründete die Hansabank-Gruppe das Leasing-Unternehmen „Hansa lizingas“ und 1999 eine „Hansabankas“-Filiale in Vilnius. Von 2000 bis 2001 privatisierte „Hansabank“ die litauische Bank AB „Lietuvos taupomasis bankas“ (LTB). 2001 kaufte „Hansabank“  90,73 % Aktien von LTB.
2001 wurde LTB reorganisiert und fusionierte mit „Hansabankas“. Die neue Bank war „Hansa-LTB“. 2003 wurde sie zu „Hansabankas“. Seit 2005 gehört die Bank zu 100 % der schwedischen Bankengruppe Swedbank. Seit Herbst 2008 firmiert sie nach außen als „Swedbank“ – alle Bankfilialen und Publikationen wurden angepasst. Am 17. März 2009 wurde AB bankas „Hansabankas“ zu AB „Swedbank“.

## Struktur
- „Swedbank lizingas“, UAB
- „Swedbank gyvybės draudimas“, AB
- „Swedbank investicijų valdymas“, UAB
- „Swedbank autoparko valdymas“, UAB
- „Swedbank valda“, UAB
- „Swedbank draudimo brokeris“, UADBB